# Сен-Нектер (сыр)
Сен-Некте́р (фр. Saint-nectaire, St. Nectaire) — полумягкий сыр из коровьего молока, который производят в горной местности Мон-Дор (фр. Monts-Dore) на территории департаментов Канталь и Пюи-де-Дом. Область его производства — самая маленькая среди сыров, имеющих контролируемое исконное название.

## История
Сен-Нектар имеет наиболее богатую историю среди всех сыров Оверни. Славился своим качеством ещё в XVII веке, когда маршал де Лаферте познакомил с ним двор Людовика XIV. 
В 1955 году Saint-Nectaire получил сертификат AOC, а 2 мая 1979 года это решение было подтверждено правительственным декретом. 

## Изготовление

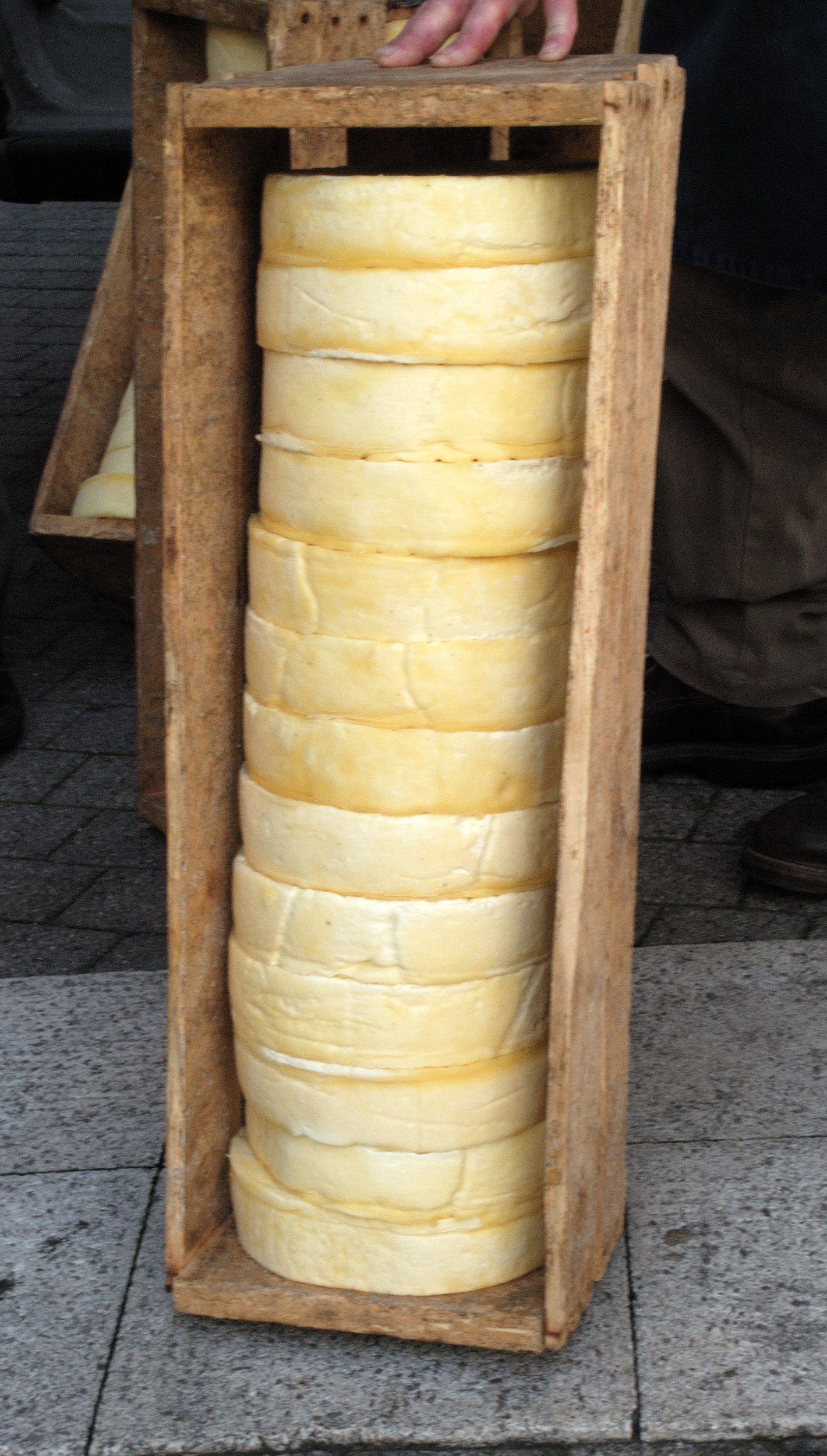
Сен-Нектер до созревания

Для производства St. Nectaire используют молоко коров салерской породы. В нагретое до 32°C молоко добавляют закваску основанную на лиофилизированных мезофильных культурах, затем добавляют молокосвёртывающий фермент. После того как молоко образует сгусток, сырную массу раскладывают в формы и слегка прессуют. Затем сыр достают из формы, солят, оборачивают тканью и опять помещают в форму и прессуют. После этого сыр сушат в течение трёх дней и помещают для созревания на специальную ржаную солому. Время созревания Сен-Нектер составляет 5-8 недель при температуре 10-12°C и влажности около 90-95%. Раз в неделю головки сыра переворачивают. Для производства одной головки сыра необходимо 13-14 литров молока.

## Описание

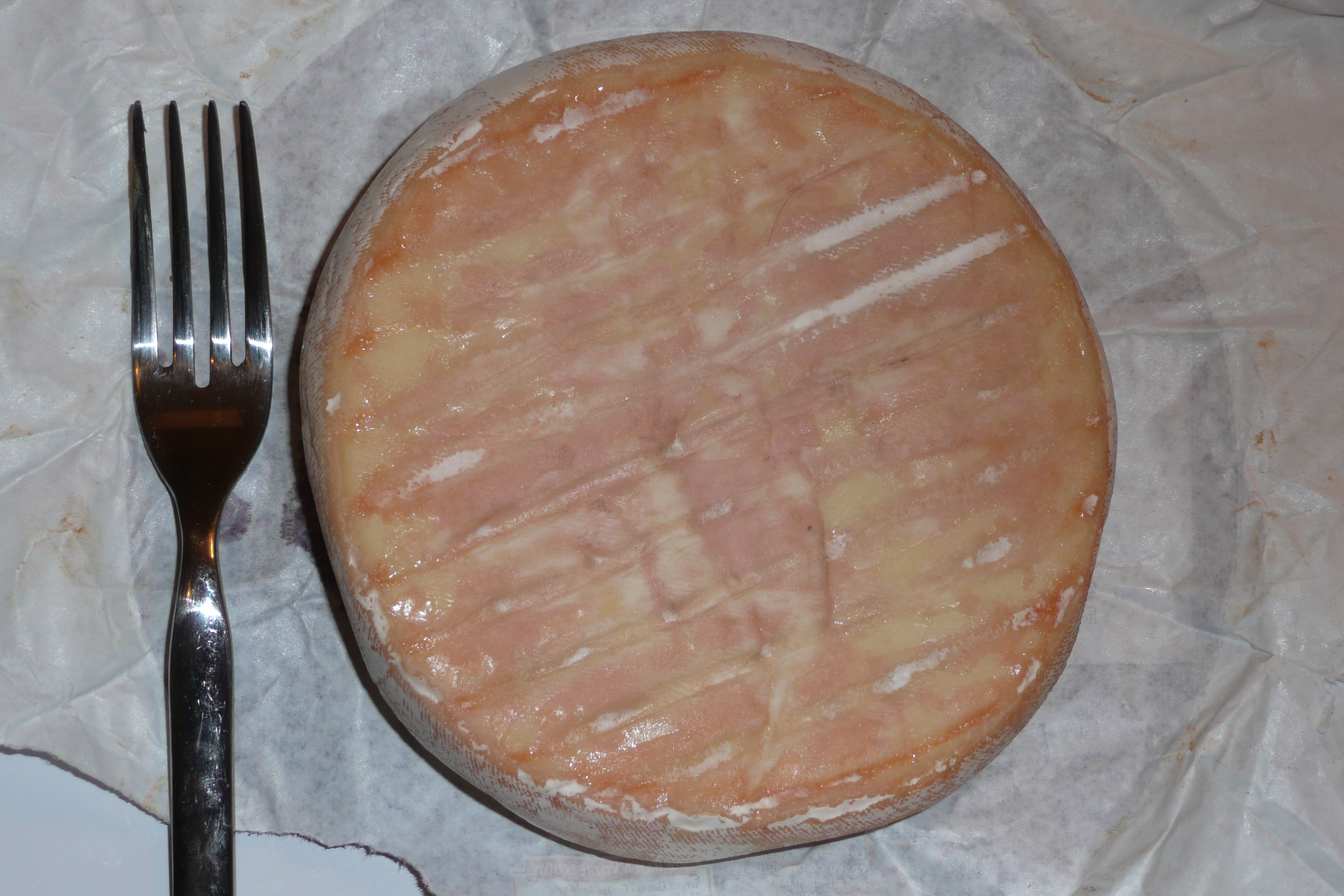
Пти Сен-Нектер

Головка сыра имеет форму плоского цилиндра диаметром 21 см, высотой 5 см и весом около 1,7 кг. Производят также Пти Сен-Нектер весом 600 г. Сен-Нектер имеет затвердевшую корочку, пахнущую соломой и овсом, и нежную упругую мякоть жёлтого цвета с вкусом лесных орехов, грибов, соли и пряностей. Сыр, изготовленный из пастеризованного молока, имеет менее выраженный букет. Жирность — 45 %.
К сыру подают красные бордоские вина St. Estèphe, Pouilly, а также Coteaux d’Auvergne и Cotes Roannaises.